# قارچ دندان‌خونی
قارچ دندان‌خونی (به انگلیسی: Hydnellum peckii)، یک قارچ غیرخوراکی (گرچه غیر سمی) است که از سردهٔ هایدنلوم از خانواده بنکراسی است. هاگ‌هایش را سطحی از دندانه‌های عمودی می‌سازد. در آمریکای شمالی، اروپا و اخیراً در ایران و کره، پیدا می‌شود.

## نگارخانه

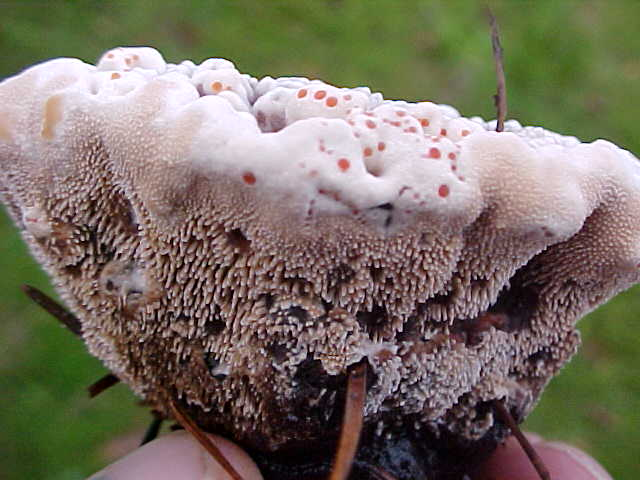
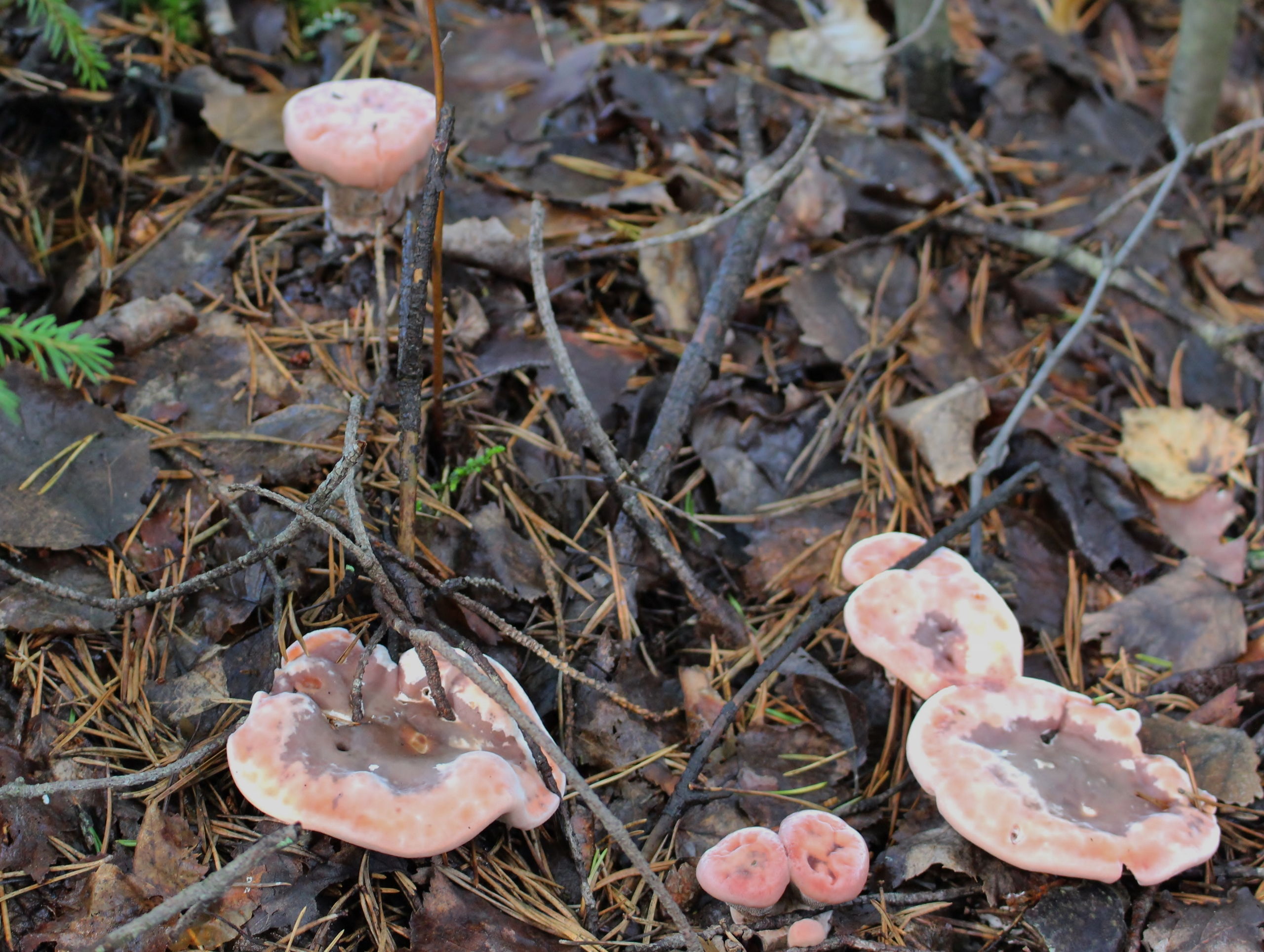